# Gravedona
Gravedona är en ort och frazione i kommunen Gravedona ed Uniti i provinsen Como i regionen Lombardiet i Italien. 
Gravedona upphörde som kommun den 11 februari 2011 och bildade med de tidigare kommunerna Consiglio di Rumo och Germasino den nya kommunen Gravedona ed Uniti. Den tidigare kommunen hade 2 794 invånare (2010).